# 723 v.Chr.
Het jaar 723 v.Chr. is een jaartal volgens de christelijke jaartelling.

## Gebeurtenissen

### Europa
- Koning Sisillius I (723 - 703 v.Chr.) volgt zijn vader Gurgustius op als heerser van Brittannië.

### Griekenland
- Hippomenes wordt benoemd tot archont van Athene.